# Rázová vlna (Star Trek: Enterprise)
Rázová vlna (v anglickém originále Shockwave) je dvojdílná cliffhangerová epizoda na přelomu první a druhé sezóny seriálu Star Trek: Enterprise. Jde o dvacátý šestý díl první řady a první díl druhé řady pátého seriálu ze světa Star Treku.

## Děj

### Část I
Enterprise je na cestě ke kolonii na planetě Paraagan II: původně ji založilo třicet horníků, ale za dvacet let se populace rozrostla na více než tři tisíce. Při přistávacím manévru musí raketoplán vypnout trysky minimálně 50 kilometrů před vstupem do atmosféry, která je plná tetrazenu jako důsledek důlní činnosti. Malcolm je vypne 75 kilometrů před vstupem, bohužel dojde i tak k explozi, atmosféra se vznítí a následná rázová vlna zabije všechny kolonisty.
Kapitán Archer nařídí vyšetřování celého incidentu, ale sám cítí zodpovědnost za úmrtí všech lidí. Navíc velvyslanec Soval navrhne pozastavení průzkumu vesmíru na dalších 10 až 20 let, a současná mise Enterprise je zrušena. Posádka si balí věci a přemýšlí, jak naložit se svou budoucností. Kapitán si jde lehnout a probudí se v úplně jiné místnosti. Během chvíle zjistí, že je na Zemi zhruba rok v minulosti. Zpočátku si myslí, že jde o sen, ale příchod údajně mrtvého agenta Danielse z budoucnosti ho přesvědčí, že je to skutečnost. Podle Danielse k explozi na Paraaganu II nemělo dojít a tudíž jde o další akci v rámci Časové studené války, protože za vším stojí Sulibani z Kabaly. Předá Archerovi užitečné informace a vrátí ho zpátky na Enterprise.
Archer s novými poznatky odhalí sabotážní zařízení na trupu raketoplánu a poté objeví zamaskovanou sulibanskou loď u nedalekého měsíce. Phaserovými děly vyřadí její maskování, zbraně i motory a provedou výsadek. Proniknou na můstek, získají disky s cennými údaji a odletí. Mezitím Suliban Silik kontaktuje svého "nadřízeného", jenže ten překvapivě nechce disky ani Enterprise, ale kapitána Archera. Rychlé sulibanské lodě dohoní Enterprise a donutí ji kapitulovat. Silik chce kapitána, který neprotestuje, předá velení T'Pol a vejde do výtahu. Když se otočí, není na lodi, ale uprostřed trosek. Neméně šokovaný Daniels ho přenesl do 31. století, aby nemohl vstoupit na sulibanskou loď. Na druhou stranu přenos vedl ke zničení Země a všech časových portálů, a Archer se tak nemůže vrátit do své doby.

### Část II
Sulibani se snaží najít Archera, ale když ho nenajdou na palubě Enterprise, snaží se informace získat od T'Pol. Velvyslanec Soval nevěří verzi o nehodě na Paraagan II a i nadále zpochybňuje autoritu a schopnosti kapitána Archera. Ten mezitím v 31. století s pomocí agenta Danielse pátrá po tom, co se vlastně pokazilo. Posádka Enterprise je rozdělena a každý člen je uvězněn v jedné místnosti, nicméně Trip přijde na způsob, jak se spojit a plánuje vzpouru.
Silik získá mučení T'Pol nějaké informace, ale to mu nestačí, a navíc se nemůže spojit s nadřízeným z budoucnosti. Archer s pomocí Danielse vyrobí zařízení a kontaktuje T'Pol v minulosti, která je ovšem po výslechu pod vlivem drog a jeho vysílání hned neporozumí. Travis navrhne Tripovi a Reedovi sabotáž skrz šachty pro EPS vodiče: prostor zde je bohužel hodně těsný, takže se provedení ujme Hoshi. Přeleze ke kajutě doktora Phloxe, jenž mezitím vyrobil omračující látku pro hyposprej. Poté vyřadí stráže, ale jeden člen posádky se musí na radu kapitána Archera obětovat, aby přesvědčil Silika, že konzola v Danielsově kajutě na Enterprise jim umožňuje mluvit s Archerem v budoucnosti. Plán vyjde, takže na překvapeného Silika vyskočí Archer, odzbrojí ho a zajme. Posádka pronikne do strojovny a nasimuluje výbuch warp jádra. Sulibani, aby výbuchem nepřišli o svou stanici, odvezou loď o kus dál. Toho využije T'Pol velící Enterprise a zamíří k záchranné vulkánské lodi D'Kyr. Sulibané ve svých lodích jsou jim v patách, ale v jedné z nich je také Archer se svým rukojmí. Přinutí je stáhnout se a než se Silik probere, budou příliš daleko.
Při rozhovoru mezi posádkou, velvyslancem Sovalem a admirálem Forrestem sice Soval potvrdí, že Enterprise nemůže za zničení kolonie, ale stejně ji viní z deseti dalších ozbrojených konfliktů a mnoha dalších selhání, včetně zničení vulkánského chrámu na planetě P'Jem. Tudíž stále navrhuje pozastavení průzkumu vesmíru, ale konečné slovo bude mít velení Hvězdné flotily. T'Pol překvapivě oponuje Sovalovi a hlavně díky její přímluvě může mise Enterprise dále pokračovat.